# Jadkowa (dopływ Budzówki)
Jadkowa niem. Weigelsdorfer Wasser – rzeka w Polsce w woj.dolnośląskim w Sudetach Środkowych, w Górach Sowich i na Przedgórzu Sudeckim.
Ma długość około 21 km, i jest dopływem Budzówki. Jest ciekiem IV rzędu należącym do dorzecza Odry, zlewiska Morza Bałtyckiego.

## Położenie
Źródło Jadkowej położone jest na wysokości około 755 m n.p.m. w południowo-wschodniej części Gór Sowich na terenie Obszaru Chronionego Krajobrazu Gór Bardzkich i Sowich, na północnym zboczu wzniesienia Kobylec poniżej Przełęczy Woliborskiej. Potok spływa zalesioną, stromą, wciętą w zbocze doliną w kierunku północno-wschodnim. Niżej na poziomie 600 m n.p.m. na wysokości wzniesienia Czeszka potok przecina drogę nr 384 i dalej spływa wzdłuż drogi głęboką i stromą doliną konsekwentną, wciętą w prekambryjskie paragnejsy i migmatyty. Na linii sudeckiego uskoku brzeżnego potok opuszcza Obszar Chronionego Krajobrazu Gór Bardzkich i Sowich oraz lasy świerkowo-bukowe regla dolnego porastające Góry Sowie i wpływa na obszar Przedgórza Sudeckiego pomiędzy nieliczne zabudowania wsi Jodłownik we wsi potok skręca na wschód w kierunku Ostroszowic. We wsi potok zasila dawny staw dworski, za którym skręca na południowy wschód i wzdłuż lokalnej drogi wśród zabudowań płynie przez Rudnicę w kierunku Ząbkowic w Ząbkowicach skręca na południe i na południowo-zachodnich obrzeżach miasta na wysokości ok. 270 m n.p.m. uchodzi do Budzówki. Zasadniczy kierunek biegu potoku jest północno-wschodni. Jest to potok górski odwadniający północno-wschodni fragment zboczy Gór Sowich i południowo-zachodnią część Wzgórz Bielawskich. Potok o szerokości 3,2 m i głębokość 0,37 m o dnie kamienisto żwirowym, w górnym biegu na dnie występują kamienie i głazy w większości potok płynie przez pola i łąki. W górnym biegu dziki w środkowym i dolnym biegu częściowo uregulowany. Krystaliczne, słabo spękane i na ogół nieprzepuszczalne podłoże o znacznym nachyleniu zboczy.

## Dopływy
Dopływami są Węża, Mrowa, oraz okresowe strumienie mające źródła na północno-wschodnich zboczach Gór Sowich.

## Miejscowości położone nad potokiem
- Jodłownik, Ostroszowice, Grodziszcze, Rudnica, Lutomierz, Olbrachcice Wielkie, Ząbkowice Śląskie.